# Knud Johannes Vogelius Steenstrup
Knud Johannes Vogelius Steenstrup (Høstemark Mill, 7 settembre 1842 – 6 maggio 1913) è stato un geologo ed esploratore danese.

## Carriera
K.J.V. Steenstrup si laureò in farmacia nel 1863 e lavorò come assistente presso il Museo geologico dell'Università di Copenaghen dal 1866 al 1889.  Fece nove viaggi tra cui in Groenlandia, uno dei quali durò 2,5 anni. Realizzò notevoli collezioni di fossili di piante del Miocene nel nord ovest della Groenlandia. Successivamente furono trattati dal botanico svizzero Oswald Heer. Steenstrup dimostrò che i grandi blocchi ricchi di ferro trovati da A.E. Nordenskiöld a Disko, e da lui ritenuti meteoriti, erano in realtà estrusi di ferro nativi in basalto. Questa scoperta lo rese famoso e successivamente fu nominato membro onorario della Società mineralogica di Gran Bretagna e Irlanda. Dal 1889 alla sua morte, fu geologo di stato presso il Geological Survey of Denmark. Sfortunatamente, gran parte delle sue collezioni groenlandesi andarono perse quando il castello di Christiansborg fu bruciato nel 1884. Nel suo paese natale, fece degli studi pionieristici sulla morfologia delle dune.
Fu nominato dottore onorario all'Università di Copenaghen nel 1906. Dal 1896 fu membro della Commissione per le indagini scientifiche in Groenlandia e dal 1902 membro della Royal Danish Academy of Sciences and Letters.
Era il nipote dello zoologo Japetus Steenstrup.